# You’ve Really Got a Hold on Me
A You've Really Got a Hold on Me egy Smokey Robinson által írt dal, amely 1962-ben a the Miracles együttes Top 10-es slágere lett. Az együttes egyik legtöbbet feldolgozott dala, ezzel az egy millió eladást elérve a dal 1998-ban bekerült a Grammy Hall of Fame gyűjteménybe. Emellett beválasztották a Rock and Roll Hall of Fame azon 500 dala közé, amely a rock and rollt alakulásában közrejátszott. A The Beatles 1963-as második, With the Beatles albumán feldolgozta a dalt. Sok más zenész is rögzítette a saját változatát.

## The Beatles-változat
A You Really Got a Hold on Me volt az első dal, amelyet a The Beatles második brit albumához, a With the Beatles-hez rögzítettek, és felkerült harmadik, The Beatles' Second Album című amerikai albumukra is. John Lennon és George Harrison énekel, Paul McCartney pedig a háttérben vokálozott.
A The Beatles 1963. július 18-án vette fel a dalt. Ez a munkamenet akkor zajlott, amikor a Please Please Me még négy hónappal a megjelenése után az albumlisták első helyén volt, és egy szigorú turnézási menetrend kellős közepén voltak, amely során a BBC televíziós és rádiós programjaihoz kellett dalokat rögzíteniük. Hét felvételt fordítottak a dalra, amelyből négy lett végleges. Az együttes ezután négy szerkesztett változatot rögzített. A végső verzió a 7., 10. és 11. felvétel szerkesztett változatainak vegyítéséből állt.
A The Beatles a You Really Got a Hold on Me-t is négy alkalommal rögzítette a BBC Radio programjaiban 1963 során. Ezek egyike 1963. július 30-ai felvétel szerepelt a Live at the BBC válogatásalbumon is. A svédországi Stockholmban 1963 októberében felvett élő változata az 1995-ben jelent meg az Anthology 1 albumon szerepel. A dalt 1969-ben ismét előadták a Let It Be ülések során, és szerepelt az 1970-es Let It Be című dokumentumfilmben is a jelenet.

### Közreműködött
- John Lennon – ének, ritmusgitár
- George Harrison – ének, szólógitár
- Paul McCartney – vokál, basszusgitár
- Ringo Starr – dob
- George Martin – zongora

## Fordítás
Ez a szócikk részben vagy egészben  a   You've Really Got a Hold on Me című angol Wikipédia-szócikk fordításán alapul.  Az eredeti cikk szerkesztőit annak laptörténete sorolja fel. Ez a jelzés csupán a megfogalmazás eredetét és a szerzői jogokat jelzi, nem szolgál a cikkben szereplő információk forrásmegjelöléseként.